# Daria Obratov
Daria Obratov (Split, 12. prosinca 1989.), nizozemska je sanjkašica hrvatskog podrijetla, koja od rujna 2018. godine nastupa za Nizozemsku.
Prva je hrvatska sanjkašica koja je ispunila normu i nastupila na Zimskim olimpijskim igrama.

## Životopis
U mladosti se bavila rukometom i kao 14-godišnja djevojčica doživjela tešku povredu koljena kojeg je operirala osam puta. Tijekom oporavka 2004.  dr. Vlasta Brozičević upoznala ju je s Ivanom Šolom koji je njezniu tjelesnu građu prepoznao pogodnim za bavljenje sanjkanjem.
Nije uspjela ispuniti normu za Zimske olimpijske igre 2010. i 2014., iako se cijelo vrijeme nalazila među 30 najboljih sanjkašica svijeta, bila je prva ispod crte.
Iako je tijekom izlučnog ciklusa za Zimske olimpijske igre 2018. zbog zdravstvenih razloga ostala bez trenera, trenirala je s njemačkoj reprezentacijom, te je u konkurenciji 84 sanjkašice uspjela izboriti nastup na Igrama. Time je postala prva hrvatska sanjkašica koja je nastupila na Zimskim olimpijskim igrama.
Krajem rujna 2018. godine u programu Hrvatskog radija, Daria objavuje da prekida suradnju s Hrvatskom sanjkaškom reprezentacijom te potpisuje za Nizozemsku sanjkašku reprezentaciju.
Daria Obratov nominirana za prestižnu nagradu Europskog fair play pokreta (EFPP).Na početku Kupa nacija u Calgaryju (Kanada) 7. prosinca 2017. godine indijski sanjkaš Shiva Keshavan (36) shvatio je da neće moći nastupiti zbog slomljenih sanjki u prethodnom nastupu. Budući da je to natjecanje predstavljalo i olimpijske kvalifikacije za ZOI Pjongčang 2018., Keshavanu je preostalo samo odustati od nastupa, a to je moglo značiti i oproštaj od ambicija da šesti put nastupi na ZOI. No, deprimiranom indijskom sanjkašu tada je pristupila hrvatska sanjkašica Daria Obratov i ponudila mu svoje sanjke za nastup. Iako su ženske sanjke manje i prilično neadekvatne za sanjkaše, Keshavan je prihvatio ponudu. Spustio se na Darijinim sanjkama, zauzeo 41. mjesto u konkurenciji 43 natjecatelja, i tada osvojeni bod presudno mu je pomogao na putu do šeste olimpijske norme. Daria je nastupala ubrzo nakon njega i posudbom sanjki izravno je ugrozila borbu za svoj prvi nastup na ZOI. Zauzela je 25. mjesto u Kupu nacija te kasnije - u Pjongčangu - postala olimpijska debitantica. Sretan ishod velike priče o fair playju i dokaz da olimpijski duh ne poznaje granice, nacionalnost i razlike među civilizacijama.“
U siječnju 2018.godine Daria Obratov kandidirana je i za Nagradu za fair play HOO-a koja se dodjeljuje na svečanosti Velikog dana hrvatskog sporta potkraj godine.

## Rezultati

### Olimpijske igre - Pyeongchang 2018.
| Datum             | Vožnja         | Pozicija | Vrijeme | Zaostatak |
| ----------------- | -------------- | -------- | ------- | --------- |
| 12. veljače 2018. | Prva vožnja    | 28.      | 48.615  | +2.370    |
| 12. veljače 2018. | Druga vožnja   | 28.      | 48.252  | +2.120    |
| 13. veljače 2018. | Treća vožnja   | 28.      | 48.686  | +2.406    |
| 13. veljače 2018. | Četvrta vožnja | 27.      | -       | -         |

Nije ostvarila pravo ulaska u četvrtu vožnju i Olimpijske igre završava na 27. mjestu.